# Aeropuerto de Saint Anthony
El Aeropuerto de Saint Anthony (del inglés: Saint Anthony Airport) (IATA: YAY, OACI: CYAY) está ubicado a 19 MN (35 km; 22 mi)  al noroeste de Saint Anthony, Terranova y Labrador, Canadá.

## Aerolíneas y destinos
| Aerolíneas   | Destinos                                               |
| ------------ | ------------------------------------------------------ |
| PAL Airlines | Blanc-Sablon, Goose Bay, San Juan de Terranova, Wabush |